# Émile Jouguet

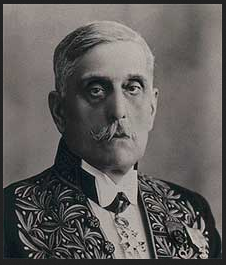
Émile Jouguet

Jacques Charles Émile Jouguet (* 5. Januar 1871 in Bessèges; † 2. April 1943 in Montpellier) war ein französischer Angewandter Mathematiker und Ingenieur.

## Leben
Er war der Sohn des Bergbauingenieurs, Managers in der Stahlindustrie und Bürgermeisters von Bessèges, Félix Jouguet (1831–1887). Jouguet ging in Nîmes zur Schule und studierte an der École polytechnique und der École des mines in Paris mit dem Abschluss 1895. Danach arbeitete er als Ingenieur bei der Eisenbahn in Bordeaux. In  dieser Zeit kam er in Kontakt mit Pierre Duhem und wandte sich wieder einer akademischen Karriere zu. Von 1898 bis 1907 war er Professor an der École des Mines in Saint-Étienne. Im Ersten Weltkrieg war er Oberleutnant (Lieutenant Colonel) bei der Artillerie. 1910 wurde er Chefingenieur der Eisenbahnlinien in Frankreich und für die Entwicklung des Signalsystems und der Kontrollsysteme zuständig. Von 1910 bis 1914 sowie von 1920 bis 1939 war er Professor für Maschinenbau an der École des Mines in Paris. Außerdem war er Professor für Thermodynamik und Mechanik an der École nationale du Génie rurale und Professor für Mechanik an der École polytechnique.
Er ist für Arbeiten über Stosswellen und eine frühe Theorie der Detonation bekannt, die Chapman-Jouguet-Bedingung, die nach ihm und dem englischen Physiko-Chemiker David Leonard Chapman (1869–1958)  benannt ist, der unabhängig daran arbeitete. In der Theorie der Stosswellen arbeitete er mit Duhem und mit dem ebenfalls mit ihm befreundeten Jacques Hadamard zusammen. Er befasste sich auch mit Thermodynamik von Maschinen, zum Beispiel Dampfturbinen.
1921 gewann er den Poncelet-Preis, und 1930 wurde er Mitglied der Académie des sciences. 1936 wurde er Kommandeur der Ehrenlegion. 1930 war er Präsident der Société Mathématique de France.

## Schriften
- Mécanique des fluides. Sainte-Étienne: Sociéte de l'imprimerie Théolier—J. Thomas & Cie. 1904.
- Lectures de mécanique. La mécanique enseignée par les auteurs originaux. Première – deuxième partie. Paris: Gauthier-Villars. 1906–1909, 2. Auflage 1924
- Théories des moteurs thermiques. Paris: Octave Doin et fils. 1909.
- Mécanique des explosifs: étude de dynamique chimique. Paris: Octave Doin et fils. 1917.
- Notes sur la théorie de l'élasticité. Toulouse: E. Privat. 1921
- Cours de mécanique. Paris: École Polytechnique. 1928–1929.